# Anne Herscovici
Anne Herscovici (Brussel, 25 december 1949) is een Belgisch politica voor achtereenvolgens de PCB, de PC en Ecolo.

## Levensloop
Ze is een dochter van Charles Herscovici en de verzetsvrouw Andrée Geulen. Herscovici, die in 1972 afstudeerde als licentiaat in de sociale wetenschappen aan de ULB, werd onderzoekster aan de faculteit sociologie van de Université libre de Bruxelles en lerares aan de Gewestelijke Hogeschool voor Openbaar Bestuur van het Brussels Hoofdstedelijk Gewest.
In de jaren 1970 trad Herscovici toe tot de communistische PCB en na de opsplitsing van de partij in 1989 werd ze actief voor de Franstalige Parti Communiste. Herscovici werd voorzitter van de regionale raad van de PCB/PC in Brussel en secretaris van de Brusselse federatie van de partij en voerde in 1987 de PCB-Kamerlijst voor de kieskring Brussel-Halle-Vilvoorde aan. In januari 1999 zegde Herscovici samen met 25 anderen haar lidmaatschap van de PC op, omdat ze zich niet konden vinden in de partijlijn opgelegd door de Waalse federaties binnen de PC, die bleven vasthouden aan een autonome koers en nauwe samenwerking met andere linkse partijen afwezen. Vervolgens trad ze officieel toe tot Ecolo, de partij waarvoor ze reeds vanaf 1994, weliswaar als onafhankelijke, in de gemeenteraad van Elsene zetelde.
Herscovici bleef gemeenteraadslid van Elsene tot in 2010, waar ze van 2007 tot 2024 tevens OCMW-raadslid is. Van 2001 tot 2007 was ze OCMW-voorzitter van de stad. 
Daarenboven werd ze in 1999 verkozen tot lid van het Brussels Hoofdstedelijk Parlement. Ze bleef er zetelen tot in 2001 en was daarna nog tweemaal lid van dit parlement: van 2009 tot 2014 en nogmaals van januari tot mei 2019.